# 被禁电子游戏列表
这是在全球各地被禁的电子游戏列表。禁止电子游戏的举措会因盗版猖獗，限制商业机会和侵权而受到批评。   

## 阿富汗
阿富汗伊斯兰酋长国（1996年－2001年）早期统治时，一切西方文艺（含电子游戏）皆被禁。2001至2021年间（阿富汗伊斯蘭共和國），没有任何一部电子游戏被禁（除了《绝地求生：大逃杀》）。2022年4月，塔利班发言人伊纳穆拉·萨曼加尼证实当局为“防止青少年受不良影响”维持对《绝地求生》的禁令。

## 阿尔巴尼亚
阿尔巴尼亚目前没有任何一部电子游戏被禁。在霍查时期，有些游戏因涉嫌宣扬资本主义价值观而被禁止。在2016年，政府以“令人不安的背景故事”提议禁止《玩具熊的五夜后宫》电子游戏系列。后迫于无国界记者与该游戏粉丝的谴责，政府被迫撤回禁令。阿尔巴尼亚根据《古兰经》禁止赌博的条款封禁《死亡復甦2》不足数日，知名零售商Albagame就拒绝出售涉嫌赌博的游戏拷贝文件，因为阿尔巴尼亚的穆斯林占该国公民的多数。当总理埃迪·拉马于2019年初威胁在议会通过一项禁止体育博彩的法律后而禁止此游戏时，情况进一步恶化。

## 阿根廷
| 名称     | 原因                                           |
| -------- | ---------------------------------------------- |
| 卡马格登 | 因在布宜诺斯艾利斯市因描绘交通事故被禁。       |
| 电车之狼 | 因它鼓励强奸行为以及对年轻人进行性剥削而被禁。 |

## 澳大利亚
早期，在澳大利亚发行的电子游戏的分级上限为“MA15+”。只有电影会被分为“R18+”，但由于电子游戏没有引入这个等级，因此含有R18+等级内容的电子游戏仍会被拒绝分级。
2011年7月到8月，澳大利亚州检察长批准在2011年内为游戏分级引入R18+等级。 大量曾经被拒绝分级的游戏现在将被授予R18+等级，如果发行公司支付了分级费用，理论上便可在澳大利亚出售相关产品。后来此命令延至2013年施行。 
在设置R18+等级后，被分为“拒绝分级”的电子游戏将更少。如包含逾越R18+等级的内容，譬如描述性暴力，鼓励、激励或奖励非法使用毒品以及教导吸食毒品，则仍可能被拒绝分级。更具体地说，以下是可能被拒绝分级的内容。
- 有关犯罪或暴力的详细指导或宣传。
- 促進或提供戀童癖活動指導。
- 兒童性虐待的描寫或描述，或涉及到可能为未成年人的其他剝削性或令人反感的描寫或描述。
- 无端，剥削或冒犯性描述：
  - 具有高影响力或过于频繁，长期或详尽的暴力。
  - 极其残酷的现实暴力。
  - 性暴力。
- 兽交等不当性行为的描述。
- 无端，剥削或冒犯性描述：
  - 带有令人反感，厌恶的性癖好或性习俗。
  - 乱伦等其他令人反感或厌恶的幻想。

分級具有法律效力，被ACB拒絕分級的遊戲禁止在澳大利亞出售，租賃或公開展覽，最高可處罰款275,000美元或監禁10年。但是，持有被分為RC的遊戲是合法的（西澳大利亞州和北領地部分區域除外）。
被拒绝分级的内容将被澳大利亚海关和边境保护局列入禁止进口物品名单。相关产品一经发现即被扣押， 并且走私之人或会科以最高110,000澳元的罚金。 
由于国际年龄分级联盟已授权开发者自我分级，因此有数百个游戏在2015年遭到应用商店的封禁。

## 比利时
由于《梦幻之星在线2》 《FIFA 17》 《战争机器4》等电子游戏提供虚拟抽奖功能，目前已遭到封禁，未来可能会有更多的游戏被禁。

## 巴西
巴西自1999年以来开始以“描述了暴力和残忍行为”封禁一大批电子游戏， 这些举措导致散布和出售这些游戏成为违法行为。 
| 名称                   | 原因 |
| ---------------------- | --- |
| 恶霸鲁尼               | 因校园暴力和骚扰被禁。该禁令于2016年6月23日废止；现可通过Steam购买数字版游戏和实体游戏光盘。                       |
| 反恐精英               | 由于暴力行为和2008年的模拟贫民窟地图被禁止。禁令后被废止，该游戏现可合法售卖。                                     |
| 无尽的任务             | 由于该游戏在澳大利亚被分为X18+被禁。自2009年以来，该禁令已在除米纳斯吉拉斯州以外的所有地区失效。                   |
| 侠盗猎车手：自由城之章 | 由于未经许可使用巴西作曲家汉密尔顿·达席尔瓦·洛伦索的音乐而在巴鲁埃里被禁。2012年，该问题已得到解决，禁令亦被废除。 |

此外，Classlnd要求任何电子游戏必须经过该组织的审查，该组织禁止在巴西销售未经审查的电子游戏（通常该规定只适用于实体游戏）。

## 中华人民共和国
北京当局封禁了大量的电子游戏（例如描绘毒品、性主题、血腥、有组织犯罪或诽谤中国政府的游戏）。由于中国游戏市场规模庞大，许多工作室需要删减游戏内容以通过审查。
中华人民共和国在2000至2013年间曾禁止家用游戏机的进出口和生产；解禁后，Xbox One和PlayStation 4等次世代游戏机得以上架。 
截至2019年4月，在实施分级制度和新的审查标准后，实际已禁止任何包含暴力、血腥、赌博和歪曲历史之游戏（除非经过删减）。
2021年中华人民共和国工信部开始干扰Steam国际版的https访问，如不修改DNS或使用加速器，则只能使用中国特供版“蒸汽平台”。
该国禁止的电子游戏譬如：
| 名称                    | 原因 |
| ----------------------- | --- |
| 战地之王                | 因血腥及其他低俗内容被禁。 |
| 战地4                   | 因「抹黑中国国家形象和危害国家安全」被禁。当局声称该游戏是“文化侵略”。 |
| 命令与征服：将军        | 尽管该游戏以中国为主角并夸赞中国人民解放军，但因“抹黑中国和解放军形象”被禁。 此外，“中国战役”部分还要求玩家破坏三峡大坝和香港会议展览中心等可疑目标以歼灭恐怖组织。                                         |
| 足球经理2005            | 因「承认台湾和西藏为独立国家」而被禁。经过审查后该游戏发表全球版本。 |
| 堡垒之夜                | 因血腥及其他低俗内容被禁。 |
| Free Fire－我要活下去   | 因游戏包含女性裸体画面、血腥及其他低俗内容被禁。 |
| Z1大逃杀                | 因血腥及其他低俗内容被禁。 |
| 秘密潜入2：隐秘行动     | 因“抹黑中国和解放军形象”被禁。 |
| 瘟疫公司、瘟疫公司-进化 | 由于COVID-19在中国被禁。 |
| Knives Out              | 因游戏包含女性裸体画面、血腥及其他低俗内容被禁。 |
| 集合啦！動物森友會      | 自2020年4月10日起遭到封禁。由于「有使用者利用自定义模式工具在游戏中创建和发布反共内容」后，该游戏便从淘宝下架。该禁令是中华人民共和国政府还是由淘宝网执行目前尚未得到定论。但是，该游戏仍在中国黑市上销售。 |
| 俠盜獵車手V             | [ 41 ] |
| 人类                    | [ 42 ] |
| 大多数                  | 因涉嫌违规被禁。 |

## 古巴
没有电子游戏在古巴被禁，但该国在2007年解除部分电子游戏限制前，游戏销量低迷。2010年，《決勝時刻：黑色行動》因包含玩家试图暗杀卡斯特罗的内容（且最后只能杀害二人）引发大量争议。

## 丹麦
《EA Sports MMA》因当地“禁售能量饮料”之规定且EA选择不移除该功能而未发行丹麦版本。 但该游戏可合法在进口商品货架上购买。

## 德国
如电子游戏由于违反《德国刑法》的某些条文被法院命令没收，则该游戏在德国被禁。但个人仍可持有、使用或在互联网上散布它们，但其他形式的传播都皆为非法。如果发生销售，则卖方将违反法律。但在2002年12月10日，哈姆高等法院裁定，单次销售游戏副本不适用该规定。 与BPjM的限制（被该机构列入受限名单的游戏使用版本均受限）不同，法院会明确告知被禁的游戏版本。被BPjM列入受限名单或者自2003年4月1日起被USK拒绝评级虽不代表该游戏在德被禁，但该游戏的贸易限制会更为严苛。虽然只有很少的游戏被法院封禁，但受限游戏列表却很长。 
2006年12月，在埃姆斯代滕学校枪击事件发生一个月后，巴伐利亚州和下萨克森州向德国国会提议“使用涉及『对人类或近似生物的残酷暴力』的游戏”列入违法行为，使用者可能会被判处一年以下有期徒刑，并处罚金。
《德国刑法》第86条第一款、第130条與第131条规定禁止使用违宪符号， 煽动民众和传授犯罪方法。在正式名单，这三条规定通常捆绑使用，所以包含纳粹德国国旗或描绘希特勒的电子游戏将被列为种族主义宣传作品。上述三条规定于2018年8月8日废除。
第131条规定禁止在媒体中以过度暴力来表示“描述对人类或类似生物的任何惨绝人寰的暴力行为，美化上述行为，或利用某些不人道方面来损害人类尊严”。
《刑法》第一百三十条和第一百三十一条将以下行为列为刑事犯罪：
1. 分发/出售该产品。
2. 公开发行，演示或以其他方式提供该产品。
3. 给予未成年人使用。
4. 符合上述三条条件的生产，购买，交付，存储，供应，宣传，赞美和进出口。

该法规定满十八周岁的公民仍可购买，进口或持有这些“违禁产品”。
对于包含儿童色情内容的电子游戏，如果相关内容与现实事件相关，则可依据《德国刑法》第184条第二款或第184条第三款禁止任何人散布，使用或持有这些电子游戏。如果该游戏描述的事件为虚构，则禁止散布这些内容。
2008年8月，世嘉确认《亡灵之屋：杀戮》与《疯狂世界》不会发行德国版本，因为它们可能会被USK拒绝封分级。世嘉公司还于2009年11月宣布“不会在德国发行《异形大战铁血战士》”亦出于同等原因。
禁令的有效期为十年以上，禁令到期后方可申请复审。
尽管禁令在多数情况下不适用于数字版游戏，但暴力描述和类似内容仍可能会进行修改，以至于USK毋须删减内容即可给出分级结果。
| 名称               | 原因                                                  |
| ------------------ | ----------------------------------------------------- |
| 決勝時刻：黑色行動 | 因强烈血腥暴力被禁。经审查版本现已发行。              |
| 死亡之岛           | 因强烈血腥暴力被禁直至2019年。                        |
| 求生之路2          | 因强烈血腥暴力被禁直至2021年1月。经审查版本现已发行。 |

## 希腊
希腊目前没有一部电子游戏被禁。 2002年通过的一项法律规定“禁止在公共场所使用电子游戏”，但该规定后来搁浅。希腊审查了很多游戏（例如2010年的《侠盗猎车手IV》 ，当时希腊政府声称该游戏充斥血腥气息，甚至宣称「有一个场景引用吉米·佩戈里诺杀死了一对夫妇的画面」）。《半条命2》也因“反乌托邦”在2006年停售希腊版本。

## 危地马拉
| 名称   | 原因                                   |
| ------ | -------------------------------------- |
| Roblox | 因存在侵犯儿童和青少年安全的风险被禁。 |

## 印度
| 名称            | 原因 |
| --------------- | --- |
| 辐射3           | 虽然游戏未被封禁，但由于文化敏感性，微软印度分公司拒绝发行Xbox 360版本，因为「该游戏描绘了两只以社区命名的牛」。 |
| PUBG移动版      | 因「强烈暴力」被禁。此举是在古吉拉特邦，查谟和克什米尔州政府指示禁止该游戏后所作出的决定，因为据称它影响了年轻人的思想。 后来在古吉拉特邦，艾哈迈达巴德，苏拉特，巴罗达，巴夫那加尔，拉杰果德，查谟，克什米尔等地相继被禁（仅移动版本）。 2020年11月2日，由于数据处理不当而被完全禁止。 |
| 終結者2：審判日 | 印度政府所禁止的59款中国应用程序的一部分。 |
| 無盡對決        | 印度政府所禁止的59款中国应用程序的一部分。 |
| 移动传奇历险    | 印度政府所禁止的59款中国应用程序的一部分。 |
| 与国王冲突      | 印度政府所禁止的59款中国应用程序的一部分。 |

## 印尼
| 名称       | 原因                                                                                     |
| ---------- | ---------------------------------------------------------------------------------------- |
| 鬼泣3      | 因被当局认为“危害国家形象”（游戏描绘印尼所在虚拟岛屿的精神病患者）被禁。事后数字版解禁。 |
| 真人快打11 | 因强烈血腥暴力被禁。                                                                     |

## 伊朗
伊朗通常禁止任何涉及强烈暴力、露骨性内容、裸体或负面描述中东的游戏。《战地3》因设有美国对德黑兰的入侵剧本被禁。甚至有许多零售商店把即将被禁的游戏抽起。 
出于安全原因， 《精灵宝可梦GO》被禁。 
《女武神驱动：比丘尼》因美化同性恋和不当价值观而被禁止（但仅限实体版本）。
由于大量公民担心沉迷《Blur》的人会影响道路安全，该游戏因此被禁，但是这项禁令因监护人反对而被解除。
政府以保护该国的年轻人免受其影响为由封禁《部落冲突》，政府称这是部落战争的商业宣传。起因是某心理学家的一份报告宣称“该游戏鼓励暴力，且该游戏易于上瘾”。

## 伊拉克
由于部分电子游戏危害伊拉克社会的健康、文化和安全，因此《堡垒之夜》和《绝地求生》在伊拉克被禁。

## 爱尔兰
IFCO很少对电子游戏进行分级，游戏几乎都是由BBFC和PEGI分级的 。《侠盗猎魔2》曾经由于“粗暴和无情的暴力行为”被禁，但该禁令后来被撤销，该游戏现已被分为PEGI 18。

## 意大利
2006年，《蔷薇守则》游戏的预告片发表后不久，《全景》杂志刊登的一篇文章声称在主角的手中埋葬了儿童。不久后，时任罗马市长瓦尔特·韦尔特罗尼要求在意大利封禁该游戏。该游戏的欧洲发行商505游戏宣称这并不存在并且在Veltroni发表声明， 该游戏截至目前尚未被禁。
在2007年，由于《侠盗猎魔2》中的无端暴力和残酷行为，通信部长保羅·真蒂洛尼参考英国和爱尔兰的决定，公开表示希望在意大利封禁该游戏。但该禁令从未生效。

## 日本
日本禁止的游戏十分少，它拥有诸多世界知名电子游戏厂商。 但如有外来游戏存在冒犯日本的内容，他们可能会对游戏进行删减。例如《辐射3》在日本发行时修改“原子的力量”任务以减轻受众对居住区核污染的担忧，而“胖子”因与广岛/长崎核爆有关而被更名为“Nuka Launcher”。 另一个示例是日版《古惑狼2：皮质反击》 ，其中，由于与酒鬼蔷薇圣斗事件近似，而修改死亡画面（例如爆头）。日本的Spike亦移除《家园战线》中对金正日和朝鲜的所有提及。  《生化危机4》 ，《使命召唤：黑色行动》 ，《狂弹风暴》 ，《战争机器3》 ， 《侠盗猎车手V》 ， 《死岛》 ，《潛龍諜影崛起 再復仇》和其他暴力游戏在发行日本版本时删减大量内容以减轻暴力程度（但仅限于本地化）；但如把语言切换到英语，则仍可访问这些被删减的内容。《真人快打》系列由于强烈暴力在日本被禁（包括最新的《真人快打11》）。皮埃尔·塔基因吸食可卡因被捕后，《審判之眼：死神的遺言》自2019年3月13日起在日本停售。后来世嘉替换了配音演员和角色模型，后该角色遭到移除。

## 马来西亚
马来西亚倾向于禁止具有攻击性的内容（例如极端暴力，残酷行为，反穆斯林内容，性内容和裸体）。 2008年8月，在泰国封禁《侠盗猎车手》系列后（见下文），马来西亚消费者权益组织负责人穆罕默德·伊德里斯提议禁止《侠盗猎车手》系列以及其他类似的电子游戏在马来西亚发行（例如《侠盗猎魔》系列和《真人快打》）。   2010年2月，《但丁的地狱之旅》发行一周后即被伊斯兰教部以“该游戏带有残酷暴力画面，地狱的视觉，性行为和违反伊斯兰教法的内容”为由封禁。
2016年，《精灵宝可梦GO》因“促进对权力的寻求”而被联邦直辖区规定禁止穆斯林信徒使用，这引起民间对电子游戏有关的赌博和安全问题的热议。后来因社交媒体的反对和游戏更新，禁令被废除。
2017年9月，在格斗游戏《众神之斗》后被发现存在“批评宗教神灵”的内容后，马来西亚通信和多媒体委员会屏蔽了该游戏的Steam商店页面直到维尔福对该游戏进行锁区。 

## 墨西哥
尽管该国从未在全国范围禁止任何电子游戏，但是由于墨西哥叛军被描绘成是反对派并定型了奇瓦瓦市和华雷斯城，因此《火線獵殺：先進戰士2》在奇瓦瓦州被禁。但其他州的商店仍在售卖此游戏。

## 尼泊尔
| 名称     | 原因                                                    |
| -------- | ------------------------------------------------------- |
| 绝地求生 | 过去由于涉及青少年的犯罪问题被禁。 目前该禁令已被废止。 |

## 新西兰
在新西兰，游戏由该国的“电影文学办公室”进行分级。如果游戏包含“令人反感的内容”，则将被禁。在该情况下，被禁游戏除销售以外，拥有或进口也是非法的。当游戏涉及极端暴力行为、残酷的冒犯性描述、虐待动物、儿童色情或以图形表现的性行为（含“令人反感和憎恶”的性交对象）时，通常将遭到禁止并列入“令人反感的内容”名单（譬如排尿、兽交、恋尸、 尿色情 、嗜粪癖和近亲性交）。
| 名称                        | 原因                                                                                               |
| --------------------------- | -------------------------------------------------------------------------------------------------- |
| Criminal Girls: Invite Only | 因针对年轻人的性内容与性暴力被禁。                                                                 |
| Gal Gun: Double Peace       | 因它“倾向鼓励对儿童和年轻人进行剥削，以及胁迫他人与其进行性行为”被禁。                             |
| 侠盗猎魔                    | 由于暴力图像和残酷画面被禁。                                                                       |
| 侠盗猎魔2                   | 由于暴力图像和残酷画面被禁。                                                                       |
| 喋血街头2                   | 由于涉及“令人反感的内容”（尿色情、强烈暴力、虐待动物、同性恋恐惧症、种族歧视和种族刻板印象）被禁。 |
| Reservoir Dogs              | 因它倾向于“以娱乐目的鼓励强烈暴力和剥削行为”被禁。                                                 |

## 朝鲜民主主义人民共和国
朝鲜禁止了所有的国外电子游戏和其他进口音像制品，不论内容如何，走私国外电子游戏可判死刑。

## 巴基斯坦
| 姓名                | 原因                                                           |
| ------------------- | -------------------------------------------------------------- |
| 使命召唤：黑色行动2 | 由于「负面评价巴基斯坦」被禁。（仅限实体版游戏）。             |
| 喋血街头2           | 由于将穆斯林的暴力行为描绘成恐怖分子被禁。（仅限实体版游戏）。 |
| 女武神驅動          | 因性内容和美化同性恋被禁（仅限实体版游戏）。                   |
| Negligee：爱情故事  | 因性内容和美化同性恋被禁（仅限实体版游戏）。                   |

## 菲律宾
1981年，时任独裁总统费迪南德·马科斯颁布的《总统令》封禁了所有的家用游戏机，街机游戏机和弹球机的使用和分发，政府宣称他们是“社会破坏者”和“损害公共利益者”。尽管该法律在人民力量革命后产生法律效力，但该总统令的要求并未得到彻底贯彻。
尽管1986年以来全国尚无一部电子游戏被禁，但由于游戏过失问题以及该游戏的斗殴情节导致该地区的青年实施两起谋杀案后，达斯马里尼亚斯描籠涯地区封禁了《DotA》。

## 俄罗斯
在俄罗斯，游戏依据《关于保护儿童免受不利于其健康和成长信息危害的联邦法案》进行审查和分级。由于《俄罗斯联邦宪法》保护公民的言论自由，俄罗斯从未因“强烈暴力、裸体、负面描述俄罗斯民众或表达宗教观点”而封禁任何一部游戏。欧美媒体曾经误报“俄罗斯因剧情封禁《使命召唤：现代战争2》”的消息，因该游戏的剧情包括俄罗斯“极端民族主义者”控制该国並入侵美国。动视声明它们是“错误”的。 
在2019年，索尼互动娱乐俄罗斯分公司拒绝发行《使命召唤：现代战争》的数字版本。
| 名称               | 原因 |
| ------------------ | --- |
| 使命召唤：现代战争 | 目前未被封禁，但索尼互动娱乐拒绝在PlayStation 4上发行该游戏的数字版本。 游戏的实体版本亦未在俄罗斯发行。 |

## 沙特阿拉伯
许多商店会以高价售卖多数被禁电子游戏。但部分主流商店不会销售它们。
| 名称              | 原因                                                           |
| ----------------- | -------------------------------------------------------------- |
| 最后生还者 第II章 | 因涉及同性恋被禁。                                             |
| 碧血狂殺2         | 因裸体、卖淫和强烈暴力被禁。该游戏的审查版于2020年5月7日发布。 |

## 新加坡
新加坡曾经封禁过电子游戏（现时仍然会有被禁的可能）。随着媒体发展管理局于2008年实行游戏分级制度，各群体可以根据自己的年龄来选购游戏（例如涉及正面裸露或被评为M18级的强烈暴力游戏）。在实施分级制度后，原先被禁的游戏（例如《质量效应》）被重新评定为“ADV16”或“ M18”。
| 名称     | 原因 |
| -------- | --- |
| 半条命   | 因暴力被禁。 禁令引起了轩然大波，因为当地的游戏社区和零售商争先恐后地开始投递请愿书以撤销禁令。该禁令生效仅7日即被撤销，因为该游戏发布超过一年，而禁令将影响当地的网络游戏和零售市场。 |
| 质量效应 | 由于人和外星人之间的女同性恋被禁。禁令后来取消并分为M18。 |
| 那黑暗   | 因强烈暴力被禁。 禁令后来取消并分为M18。 |

## 大韩民国
自2006年以来，韩国仅在极少数情况下封禁游戏（此前除非该游戏提及朝鲜战争才会以“稳定朝韩关系”为由封禁）。但是，由于暴力和残忍行为，《侠盗猎魔》、《侠盗猎魔2》和《真人快打》仍然被禁。《侠盗猎车手III》、《侠盗猎车手：罪恶都市》和《雇佣兵：破坏游乐场》曾经被禁，但后来这些禁令被取消。
游戏物管理委员会要求所有电子游戏必须经过该机构的审查。任何未经GRAC分级的电子游戏将被禁止销售，提供未分级游戏的网站亦会被封锁。
2022年6月，韓國遊戲物管理委員會要求韓國Steam商店下架《獸人按摩店》、《魔劍Incubus》等遊戲，委員會表示這些未經審查發行的遊戲支持韓文，可以視為以韓國為發行目標，屬於其監管範圍，相關遊戲已經下架。
2023年12月29日，遊戲物管理委員會再要求韓國Steam商店下架意色情遊戲《管理員的窺視》和《忍墮－女忍調教》。
| 名称                              | 原因 |
| --------------------------------- | --- |
| 真人快打（2011）                  | 因「强烈暴力」被禁。 |
| 縱橫諜海：混沌理論                | 由于描绘「朝鲜的军事和政治行动」被禁直至2007年。                                                                                          |
| 汤姆克兰西的幽灵行动2             | 由于描绘「朝鲜的军事和政治行动」被禁直至2007年。                                                                                          |
| 佣兵：毁灭的游乐场                | 由于描绘「朝鲜的军事和政治行动」被禁直至2007年。                                                                                          |
| 新槍彈辯駁V3 大家的自相殘殺新學期 | 由于2017年3月在韩国的一起杀人案（一名17岁的女孩杀害并肢解了8岁的孩子）而导致原定于2017年9月举行的发布会被取消。该游戏因此被禁以防止争议。 |

## 泰国
泰国通常禁止强烈暴力和性内容出现在任何游戏，日本成人游戏的封禁原因与封禁色情影片的原因一致。
此外，泰国自2008年8月起封禁《侠盗猎车手》系列因为一宗案件称有一名受侠盗猎车手影响的18岁泰国玩家在曼谷杀死了一名出租车司机。 但是，该禁令不适用于《侠盗猎车手V》的数字版本。 
《海岛大亨5》是另一个被禁止的电子游戏。军政府声称“它可能影响该国的国家安全”。 

## 阿拉伯联合酋长国
在阿拉伯联合酋长国，政府的一个分支机构称为国家媒体委员会（NMC），该机构致力于控制该国的媒体和娱乐业，并有权发布对特定媒体产品（包括电子游戏）的禁令，以保护该国法律和文化价值观。由于NMC一般不会明确声明该产品的被禁原因，因此禁令制定原因尚不清楚。但是这些禁令仅适用于当地商店；个人持有这些被禁的产品仍然合法。有一些例外（特别是《特種戰線》）（请参阅下文）。一些被禁游戏可能会在该国黑市出售。
NMC在2018年为各类媒介制定了分级系统（含电子游戏）。 
以下产品被禁止在沙特的商店销售。但其中的大多数游戏仍可在PlayStation Store等网络商店发现。
| 名称                                  | 理由 |
| ------------------------------------- | --- |
| BlazBlue: Continuum Shift             | 因某些角色的性暗示或露骨装束被禁（仅限实体版游戏）。 |
| 決勝時刻：現代戰爭2                   | 在海湾合作委员会的玩家注意到某些地图上的画框引用《古兰经》后被禁，这对穆斯林是莫大的讽刺。 该禁令在开发人员移除框架上的文字后被废除。 |
| 暗黑血统                              | 因破坏阿联酋习俗与传统被禁（仅限实体版游戏）。它的续集《暗黑血统II》与该游戏的主题类似，但未被禁，甚至还为PS3版本进行了本地化。 |
| Dead Island 以及 Dead Island: Riptide | 由于“描写极端暴力和衣着暴露的游戏角色”被禁（仅限实体版游戏）。 |
| 死亡復甦2                             | 可能因暴力，赌博和裸体被禁。 该禁令在该游戏发行新版本后取消。 |
| 闇龍紀元：序章                        | 因性主题（可能包含同性恋关系）被禁。 该禁令在该游戏发行新版本后取消。 |
| 辐射：新维加斯                        | 由于赌博和性主题而被禁止。 （仅限实体版游戏） |
| Gal Gun: Double Peace, 少女☆射击      | 两者或可能因性主题被禁。（仅限实体版游戏） |
| The Godfather II                      | 可能因裸体被禁。 |
| 戰神系列                              | 在有用户对游戏中的宗教和性内容提出投诉后，该系列中的《战神》（全系列第一部作品）被禁，随后，政府出于类似原因封禁了其他七个版本。2018年，《战神》获准在阿联酋发行。 |
| 俠盜獵車手系列                        | 由于暴力，残酷画面和性内容被禁。因未知原因，自PC版《侠盗猎车手V》发布以来，Steam上就可通过《侠盗猎车手：圣安地列斯》获得该游戏，而《侠盗猎车手5》的PC版本自发行之日起就可在Steam上购买。在Steam将迪拉姆作为阿联酋区的官方货币后不久，自2015年11月10日起，Rockstar的大多数游戏都可供阿联酋区用户选购（其中包括多部侠盗猎车手游戏）。（因未知原因，无论其是否被禁，几乎所有Rockstar游戏都在Steam上都遭到了锁区） |
| 暴雨殺機                              | 由于暴力图像，性内容，裸体和撩人诱惑场面被禁。 |
| 超級英雄：武力對決                    | 尽管最初以“我们中的强者”名义销售给中东发行，但是该游戏在一段时间内未能通过NMC审查并被封禁，原因是游戏光碟和包装本身与欧版相同，且保留了“God”一词（官方未公开被禁原因）。这款游戏已经在阿联酋境内的各场活动中进行演示。 在正式发布前的数月亦未发生相关事件。但此后，对该版本游戏的禁令被废除。该游戏的终极扩展包已正式发布并定期销售。                                                                          |
| 最后生还者 第II章                     | 因包含同性恋相关内容被禁。 |
| 黑手党II                              | 因强烈暴力和裸体被禁。 后来撤销了对该游戏的数字版本的禁令。 |
| 英雄本色3                             | 该游戏在发布约三周后因强烈暴力和性主题被禁。 后来撤销了对该游戏的数字版本的禁令。 |
| Omega Labyrinth Z                     | 因大量性主题被禁（仅限实体版游戏）。 |
| 喋血街頭2                             | 因攻击穆斯林人群，强烈暴力，性主题和其他可疑内容被禁。 （仅限实体版游戏） |
| 荒野大镖客：救赎                      | 在发布后由于裸体情节被禁2个月。 |
| 黑街聖徒3, 黑道圣徒IV                 | 两者均因性主题，强烈暴力以及使用毒品/酒精被禁。 （仅限实体版游戏） |
| 特種戰線                              | 因该游戏虚构描述阿联酋迪拜市的真实生活（在被破坏状态）被禁。 与其他被禁电子游戏不同，NMC扩大了禁令的适用范围，同时TRA封锁了该游戏的官网，并禁止该游戏在海湾阿拉伯国家合作委员会管理的其他地区（如约旦和黎巴嫩）发行。 即使是当地零售商（例如Geekay Games），也无法通过网络零售平台将游戏出售给阿联酋居民。 亦无法通过Steam和PSN等数字平台获得。 但是，该游戏仍在卡塔尔区和科威特区的PSN上购买。                |
| 女武神驅動                            | 因同性恋和强烈性内容被禁。（仅限实体版游戏） |

## 英国
在英国，游戏只有在涉及“真实性交画面和无端暴力”才会被禁。 英國電影分級委員會的分级自2012年7月30日起在立法机构的支持下生效。 即使国外分级机构对该游戏进行分级，但如果英国不承认该机构，则该游戏在英国出售，购买或租借（进口除外）属于犯罪。但该规定仅适用于存储在物理介质上的游戏，且不适用于数字版本。 
| 名称                  | 原因 |
| --------------------- | --- |
| Carmageddon           | 该游戏遭到BBFC“拒绝对未删减版本进行分级”的威胁。随后开发商进行修改，以僵尸代替行人。 后限制撤销，开发商发布补丁以恢复原版游戏中的人类。                                           |
| 侠盗猎魔2             | 因强烈暴力和残忍行为，BBFC对该游戏的未删减版本做出拒绝分级（被禁）裁定。 此后，游戏删减了部分内容并申请重审。最初再遭拒绝分级，但在上诉后被允许贩卖（尽管有人对该裁决提出质疑）。 |
| The Punisher          | 已经过删减的美版游戏在英国版本中受到进一步审查。 审查后委员会认为该游戏存在争议图像，应其要求，开发商进行了删减以进一步屏蔽这些画面。 游戏经删减后被分为18+。                     |
| Sex Vixens from Space | 未经BBFC分级，但在1989年，英国海关扣押并销毁该游戏副本以“保护当今的年轻人”。 |

## 美国
在美国，娱乐软件分级委员会（ESRB）是一个自律组织，负责对电子游戏进行分级级，并就电子游戏的销售和其方式设置自律条款。 最高法院在“布朗诉娱乐商业协会案”的裁决表明：该法院对于加利福尼亚州限制向未成年人销售“暴力电子游戏”（即使用米勒测试变体进行定义，且绕过ESRB等机构的分级）的法律提出质疑。 根据《第一修正案》，电子游戏作为一种表达方式，受到法律保护，这意味着政府不得使用联邦或州法律来限制游戏发行。
但是，仍然可以通过法院命令召回游戏； 《盖伊游戏》中的一个裸体模特以侵犯肖像权为由起诉其开发者和发行人，因为她在拍摄时未满十八周岁，故她无法允许对她的描绘。受此影响，商店召回了包含她的类似游戏的所有副本。 2012年，法院裁定， 硅骑士违规使用Epic Games专有的虚幻引擎，并将该引擎与其他未发布项目一起用于《Too Human》和《X-Men：Destiny》中。该工作室被勒令召回并销毁与上述两款游戏相关的所有副本，材料和源码。  
ESRB的最高分级“仅限成人”被民间认为是“完全禁止特定游戏在主流市场贩卖”，原因是多数零售商拒绝進貨该分级游戏，并且由于相关政策而无法在主流家用游戏机平台发行。由于对内容的异议，格斗游戏《极速杀戮》被分为AO，这是一部具有极端暴力和强烈性主题的格斗游戏，开发商被艺电公司收购后，原发布计划取消。 由于玩家可以使用修改或作弊设备运行不完整的色情小游戏（最终版本移除了此项），《侠盗猎车手：圣安地列斯》因此被分为“仅限成人”，这一版本因此被Rockstar Games召回。该游戏的删减版完全移除了令人反感的内容，分级亦恢复为“M级”。

## 委内瑞拉
2009年11月，由于该国暴力事件频发，委内瑞拉政府宣布将禁止所有射击游戏。
该法案于当年12月3日在该国一篇公共杂志上发表 ，并在3个月后正式产生法律效力。这使委内瑞拉成为世界上第一个完全禁止暴力电子游戏的国家。制造，分销，销售，出租，展览和使用它们皆为非法。尽管支持者从委内瑞拉政府执政党“委内瑞拉统一社会主义党”，但总统乌戈·查韦斯支持禁令， 他声称有些网络游戏以他为特色，让玩家们能够“杀死他们”。甚至把任天堂DS和索尼PlayStation等家用游戏机视同“毒药”和“资本主义价值观”，他认为这些物品是“通向地狱的道路”。
据委内瑞拉国民警卫队的报道，有13,000多个违规物品（包括暴力电子游戏）在拉臘州和波圖格薩州遭到大规模销毁。 
除了禁令极其苛刻和灌输负面观点外，这些举措还广受游戏玩家和专家批评。另一方面，索尼表示希望当局尽快修改法律。 
禁令亦适用于它们的數位版本。 

## 乌克兰
| 名称         | 原因                                                                                             |
| ------------ | ------------------------------------------------------------------------------------------------ |
| 火线猎杀系列 | 因游戏剧情紧随俄罗斯民族主义者和共产主义者联合起来重建苏联吞并乌克兰，白俄罗斯和哈萨克斯坦被禁。 |
| 真人快打11   | 因包含共产主义、纳粹象征被禁。                                                                   |

## 乌兹别克斯坦
乌兹别克斯坦政府担忧某些游戏“传播暴力、色情、威胁安全以及社会和政治稳定”而封禁了他们，知名案例有第一人称射击游戏《決勝時刻：黑色行動》和《Doom》；恐怖游戏寂静岭系列、生化危機系列和真人快打系列；以及非暴力模拟游戏（例如模拟人生系列）。这些禁令因优先于其他重要社会问题以及浪费时间与精力而受到民众的谴责和嘲笑。